# Municipio de Sisseton (condado de Marshall)
El municipio de Sisseton (en inglés: Sisseton Township) es un municipio ubicado en el condado de Marshall en el estado estadounidense de Dakota del Sur. En el año 2010 tenía una población de 67 habitantes y una densidad poblacional de 0,72 personas por km².

## Geografía
El municipio de Sisseton se encuentra ubicado en las coordenadas 45°38′12″N 97°40′13″O / 45.63667, -97.67028. Según la Oficina del Censo de los Estados Unidos, el municipio tiene una superficie total de 93.18 km², de la cual 90,58 km² corresponden a tierra firme y (2,79 %) 2,6 km² es agua.

## Demografía
Según el censo de 2010, había 67 personas residiendo en el municipio de Sisseton. La densidad de población era de 0,72 hab./km². De los 67 habitantes, el municipio de Sisseton estaba compuesto por el 98,51 % blancos, el 1,49 % eran de otras razas. Del total de la población el 2,99 % eran hispanos o latinos de cualquier raza.